# آرتون کورپوریشن
آرتون کورپوریشن (انگلیسی: Artoon Corporation) شرکت بازی ویدئویی ژاپنی است، که در سال ۱۹۹۹ توسط نائوتو اوشیما تأسیس شد.